# Little Green Cars
Little Green Cars es una banda de Indie rock de Dublín, Irlanda. 

## Historia
El origen de Little Green Cars se puede encontrar en un grupo anterior, The Revolts, fundado a mediados del 2000 en Dublín, Irlanda. O'Regan y Seaver-O'Leary (además del miembro de Little Green Cars Utsav Lav) tocaron con esta banda que posteriormente crecería para convertirse en Little Green Cars en su disolución. Desde la firma de acuerdos profesionales, la banda ha hecho tours por América y Reino Unido, ha lanzado tres singles y ha colaborado con Jake Bugg en su tour por Reino Unido. La parte de este por Estados Unidos incluyó una actuación en directo de su single Harper Lee en Late Night with Jimmy Fallon. En 2013 la banda tocó en el festival de SXSW en Austin, Texas, en el festival de música Coachella en California,  en Lollapalooza en Chicago, IL y en el festival Osheaga en Montréal.

## Álbumes de estudio
| Año                                     | Detalles                                                                                               | Posición en los peak charts | Posición en los peak charts |                |
| Año                                     | Detalles                                                                                               | US Heatseekers              | IRL                         | UK Album Chart |
| --------------------------------------- | --- | --------------------------- | --------------------------- | -------------- |
| 2013                                    | Absolute Zero - Estreno: March 22, 2013 - Etiqueta: Glassnote - Formatos: CD, descarga digital, vinilo | 19                          | 1                           | 94             |
| "—" denotes a title that did not chart. | |                             |                             |                |

### EP
| Año  | Album details                                               |
| ---- | ----------------------------------------------------------- |
| 2008 | Volume I - Estreno: 2008 - Etiquetas: Little Green Records  |
| 2008 | Volume II - Estreno: 2008 - Etiquetas: Little Green Records |

### Singles
| Año                                     | Título                                            | Posiciones en el Peak Chart | Posiciones en el Peak Chart | Álbum         |
| Año                                     | Título                                            | IRL                         | UK                          | Álbum         |
| --------------------------------------- | ------------------------------------------------- | --------------------------- | --------------------------- | ------------- |
| 2012                                    | "The John Wayne"                                  | —                           | —                           | Absolute Zero |
| 2013                                    | "Harper Lee"                                      | —                           | —                           | Absolute Zero |
| 2013                                    | "My Love Took Me Down To The River To Silence Me" | —                           | —                           | Absolute Zero |
| "—" denotes a title that did not chart. |                                                   |                             |                             |               |